# مطار خصب
مطار خصب (إياتا: KHS، إيكاو: OOKB) يقع المطار في ولاية خصب بمحافظة مسندم شمال سلطنة عمان والإمارات العربية المتحدة.

## خطوط وشركات الطيران
- الطيران العماني (مسقط).
- سلاح الجو السلطاني العماني